# Курган Эстерки
Курган Эстерки (пол.  Kopiec Esterki ) — несуществующий сегодня искусственный холм, предположительно курган, находившийся до 50-х годов XX столетия на территории современного краковского района Лобзув.

## История
По преданию, распространённому среди краковян, курган Эстерки был насыпан в XIV веке польским королём Казимиром III Великим в честь своей возлюбленной еврейского происхождения по имени Эстерка. Существует другая версия легенды, согласно которой этот курган был местом её захоронения.
Согласно мнениям некоторых польских учёных курган использовался в качестве фортификационного сооружения или астрономических наблюдений. Профессор Владислав Гураль выдвинул гипотезу, согласно которой курганы Эстерки, Крака, Крака II и Ванды использовались кельтами во II—I веках до нашей эры для астрономических наблюдений, необходимых для вычисления своих языческих праздников.
Стефан Баторий разбил вокруг кургана парк по проекту итальянского архитектора Санти Гуччи. Этот парк окружал Королевский дворец. Согласно хронике 1786 года польский король Станислав Август Понятовский, посетив впервые Краков, приказал исследовать курган. Следующее археологическое исследование проводилось во второй половине XX века. Во время этих раскопок не было обнаружено человеческих останков.
Курган был разрушен в 50-е годы XX столетия.во время строительства спортивного клуба «Wawel Kraków». По другим мнениям он был разрушен даже ещё ранее — в 1947 году во время строительства военных казарм.
Сохранились несколько литографий старого Кракова, которые помогают оценить высоту кургана в 5 — 7 метров. Курган Эстерки также обозначался на топографической карте «Planie miasta Krakowa z przedmieściami», которая была составлена под руководством Гуго Коллонтая. Сегодня эта карта известна под условным названием «Plan Kołłątajowski» («Коллонтайский план»).

## Источник
- Piotr Banasik: Ślady historii. «Geodeta» nr 10 (173), październik 2009.